# Песочная бухта
Песочная бухта — черноморская бухта в Севастополе, расположенная между заповедником Херсонес Таврический и академией военно-морских сил им. Нахимова.
Название бухты происходит от её песчаного дна (хотя оно не чисто песчаное, а смешано с гравием). Ранее бухта имела другие названия: в XIX веке — Херсонесская, в первой половине XX века — Шмидта. Причем второе историческое название было связано с Е. Шмидтом, который держал больницу на берегу бухты, и не было связано с Петром Шмидтом.
В бухте находятся два пляжа (Солнечный и Песочный), Парк-отель и пансионат «Песочная бухта» (ранее пансионат «Строитель») и причал Академии ВМС им. Нахимова.

## Галерея

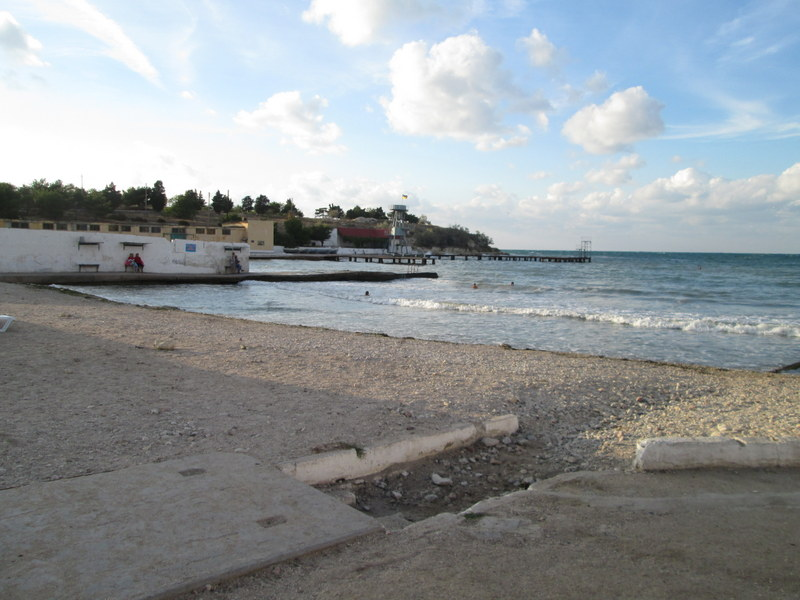
Пляж Песочный и причал Академии имени Нахимова позади
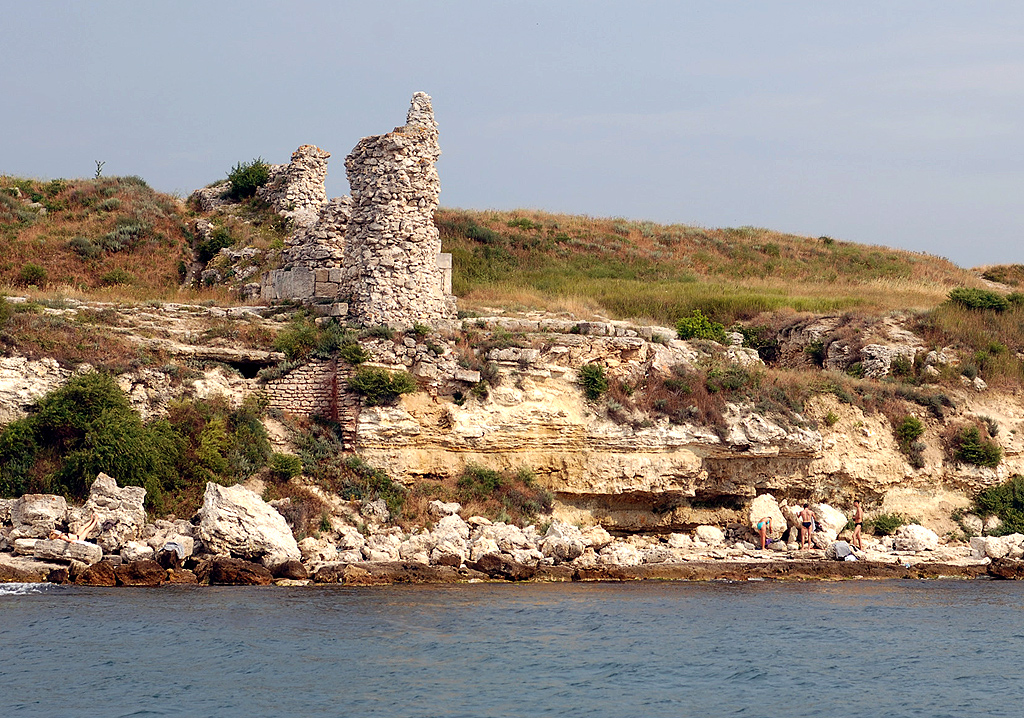
Руины Херсонеса на восточном берегу бухты